# Saddam-Fedajin

Logo der Saddam-Fedajin

Flagge der Saddam-Fedajin

Die Saddam-Fedajin (arabisch فدائيو صدام Fidā'iyyū Saddām, DMG Fidāʾīyū Ṣaddām, in etwa „die Opferbereiten“) waren eine paramilitärische, gut ausgebildete und ausgerüstete Miliz im Irak. Die Miliz in einer Stärke von etwa 20.000 bis 40.000 Mann war 1995 von Saddam Husseins Sohn Udai gegründet worden und einer der wesentlichen Pfeiler, auf die sich die Macht des Systems gründete. Die jungen Männer wurden ausschließlich aus Regionen rekrutiert, die Saddam Hussein gegenüber loyal eingestellt waren, weshalb sie auch sein besonderes Vertrauen genossen.
Zu den Saddam-Fedajin zählte auch eine Spezialeinheit, die als Todesschwadron bekannt war. Die Mitglieder waren leicht an ihren schwarzen Uniformen und dem vermummten Gesicht erkennbar. Sie waren an mehreren Exekutionen beteiligt und operierten außerhalb der gültigen Gesetzgebung.
Nach dem Einmarsch der US-Armee in Bagdad löste sich die Miliz auf, einige Angehörige gingen jedoch in den Untergrund.
Am 22. November 2003 beschossen sie ein Frachtflugzeug der European Air Transport und am 30. November 2003 griffen Bewaffnete in schwarzen Fedajin-Uniformen nahezu gleichzeitig zwei US-Konvois an. Der Angriff wurde allerdings von den Amerikanern zurückgeschlagen. Es wird vermutet, dass viele ehemalige Fedajinkämpfer auf Seiten des irakischen Widerstands gegen die US-Truppen gekämpft haben.